# Glaziova
Glaziova Sandwith,  es un género de plantas de la familia Bignoniaceae que tiene cinco especies de árboles.
En The Plant List se le considera un sinónimo de Lytocaryum

## Taxonomía
El género fue descrito por Louis Édouard Bureau  y publicado en Adansonia 8: 379–380. 1868. La especie tipo es: Glaziova bauhinioides

## Especies
| - Glaziova bauhinioides - Glaziova elegantissima - Glaziova insignis - Glaziova martiana - Glaziova treubiana |